# The Windows of the World
| Оценки критиков               | Оценки критиков |
| Источник                      | Оценка          |
| ----------------------------- | --------------- |
| AllMusic                      | [ 1 ]           |
| Encyclopedia of Popular Music | [ 2 ]           |

The Windows of the World — восьмой студийный альбом американской певицы Дайон Уорвик, выпущенный в 1967 году на лейбле Scepter Records. Продюсерами альбома стали Берт Бакарак и Хэл Дэвид.
В поддержку альбома было выпущено четыре сингла, в их числе «I Say a Little Prayer», который достиг 4 места в чарте Billboard Hot 100 и 5 места в чарте Hot Rhythm & Blues Singles. Сам альбом занял 22 позицию в чарте Billboard Top LPs и 11 строчку в Hot R&B LPs.

## Список композиций
| №  | Название                      | Автор(ы)                | Длительность |
| -- | ----------------------------- | ----------------------- | ------------ |
| 1. | «I Say a Little Prayer»       | Берт Бакарак, Хэл Дэвид | 3:04         |
| 2. | «Walk Little Dolly»           | Берт Бакарак, Хэл Дэвид | 3:27         |
| 3. | «The Beginning of Loneliness» | Берт Бакарак, Хэл Дэвид | 3:30         |
| 4. | «Another Night»               | Берт Бакарак, Хэл Дэвид | 2:34         |
| 5. | «The Windows of the World»    | Берт Бакарак, Хэл Дэвид | 3:23         |

| №   | Название                                        | Автор(ы)                           | Длительность |
| --- | ----------------------------------------------- | ---------------------------------- | ------------ |
| 6.  | «(There’s) Always Something There to Remind Me» | Берт Бакарак, Хэл Дэвид            | 2:59         |
| 7.  | «Somewhere»                                     | Стивен Сондхайм, Леонард Бернстайн | 4:23         |
| 8.  | «You’re Gonna Hear from Me»                     | Дори Превин, Андре Превин          | 4:29         |
| 9.  | «Love»                                          | Берт Кемпферт, Милт Гейблер        | 2:52         |
| 10. | «What’s Good About Goodbye»                     | Лео Робин, Гарольд Арлен           | 2:41         |

## Чарты
| Чарт (1967)                            | Пиковая позиция |
| -------------------------------------- | --------------- |
| США (Billboard 200)                    | 22              |
| США (Billboard Top R&B/Hip-Hop Albums) | 11              |